# Чизкейк
Чизке́йк (от англ. cheese «сыр» и cake «торт», буквально — «сырный пирог», «творожный пирог») — блюдо европейской и американской кухни, представляющее собой сыросодержащий десерт от творожной запеканки до суфле.
Хотя данное блюдо и называют тортом или пирогом (которые в своём составе обычно имеют бисквит), чизкейк не бисквитный десерт: его основанием чаще всего является толчёное песочное печенье. Основная часть чизкейка, начинка — смесь мягкого сыра/творога, сахара и жирного молока/сливок. Чизкейки запекают или готовят на водяной бане, если используют яйца. Для приготовления десерта без выпекания используется желатин. Перед подачей на стол блюдо следует выдержать в холодильнике.
Для чизкейка чаще всего используют сливочный сыр Филадельфия, но также могут использоваться другие виды: мягкий творог, рикотта, маскарпоне (ит.), нёшатель (фр.) или сырный кварк (нем.).
Родиной чизкейка считается Древняя Греция, а интернациональную популярность пирог получил в США.

## История

#### Древняя Греция
Древняя форма чизкейка, возможно, была популярным блюдом в Древней Греции ещё до завоевания её римлянами. Самое раннее документальное упоминание о чизкейке — записи греческого врача Эйгимуса (V в. до н. э.), который написал книгу об искусстве изготовления чизкейков (греч. πλακουντοποιικόν σύγγραμμα — plakountopoiikon suggramma).
Известно, что рецепт чизкейка упоминается в Апициевском корпусе. А в 776 году до н. э. чизкейк преподносили спортсмену-победителю Олимпийских игр. В то время это был пирог, сделанный из мягкого сыра из козьего или овечьего молока, смешанный с пшеничной мукой, яйцами и мёдом, а затем запечённый.

#### Рим
Сохранившиеся рецепты чизкейков встречаются у Марка Порция Катона (234—149 до н. э.) в книге «De Agri Cultura», которая включает рецепты трёх тортов для религиозных праздников в Древнем Риме: libum (в рецепте солоноватый сыр, мука и яйца, едят тёплым), savillum (мука, яйца, сыр, мёд и мак) и placenta. Последний больше всего похож на современный чизкейк, имеющий основу, которая готовится отдельно.

#### Англия
В Британии узнали о чизкейке от римских солдат, которые её завоевали в I веке. Сыр в Великобритании выдерживается дольше, чем в средиземноморском регионе, где погода теплее (британцы выдерживают сыр в сладкой воде или молоке перед использованием). Старейший рецепт чизкейка был найден в записях XIV века в книге «The Forme of Cury». Там его называют пирог с сыром, молоком, яйцами и пряностями. Основываясь на этом, шеф-повар Хестон Блюменталь утверждал, что чизкейк — английское изобретение.
Чизкейк был подан в качестве десерта на церемонии коронации королевы Елизаветы II, оригинальный рецепт был продан за сотни фунтов стерлингов.

#### США
Письменные свидетельства существования чизкейков в Америке встречаются в рецептах семей первых переселенцев. Среди них семьи Уильяма Пенна, бизнесмена и основателя Пенсильвании, семья Харриотт Хорри из Южной Каролины и Марты Вашингтон, жены Джорджа Вашингтона.
Крем-сыр очень популярен в производстве чизкейков, был открыт в Америке в 1872 году Уильямом Лоуренсом из Честера. Он искал способ воссоздать мягкий французский сыр нёшатель (Neufchâtel) и случайно придумал способ сделать «незрелый сыр», который тяжелее и жирнее. Его назвали Филадельфийским сыром, так как Филадельфия славилась вкусной и качественной едой.
Ещё одной популярной версией распространения продукта в США считается его завоз и популяризация еврейскими иммигрантами из Южной и Восточной Европы в конце XIX — начале XX века, в частности, в качестве праздничного угощения на праздник Шавуот, в который по религиозной традиции едят молочную пищу.

## Рецептура

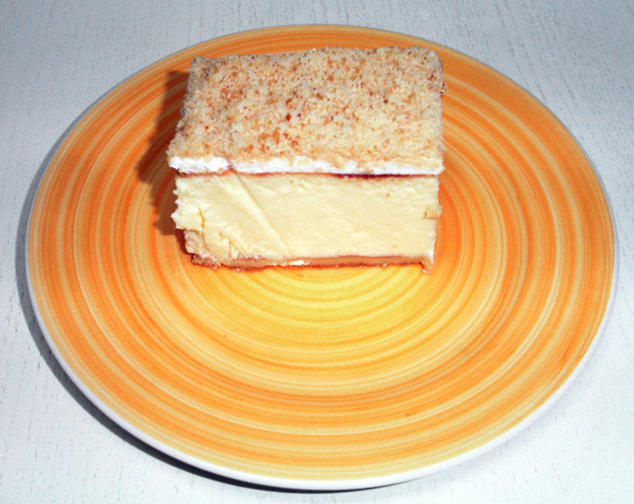
Порция чизкейка с крошкой из печенья

Чизкейки готовят из сыра филадельфия и его аналогов. Используют также сахар, яйца, сливки. Смесь из этих ингредиентов кладётся на основание из печенья или сладких крекеров. Часто добавляют пряности (ваниль, шоколад), а украшают фруктами, например, клубникой.
Чизкейк не был десертом, который мы знаем сегодня, примерно до XVIII века. Европейцы изъяли из рецепта дрожжи и вместо этого добавляли взбитые яйца. Без запаха дрожжей результат был больше похож на десерт.
Современный чизкейк выпускается в двух разных вариантах.
Древние греки называли чизкейк пирогом. Некоторые современные авторы указывают на присутствие яиц, единственного источника закваски, в качестве доказательства того, что это пирог. Другие утверждают, что отдельная основа, мягкая начинка и отсутствие муки доказывают, что это заварной пирог.

#### Сложности приготовления
Самые распространённые проблемы при изготовлении чизкейка — появление трещины в середине при остывании и наличие комков в начинке. Есть несколько методов избежать первой проблемы.
- Один из них заключается в приготовлении на водяной бане, что обеспечит равномерный подогрев.
- Другой — в поддержании невысокой температуры в течение времени выпечки. Идеальная температура для выпекания чизкейка 163 °C[21][22]. Затем надо медленно охлаждать чизкейк, приоткрыв дверцу духовки.
- Третий — через 10—15 минут после изъятия из духовки, для уменьшения натяжения поверхности, чизкейк аккуратно отделяют от стенок формы ножом. В таком виде чизкейк оставляют в форме до полнейшего остывания (примерно 1,5—2 часа), затем убирают в холодильник. Если же пирог убрать в холодильник сразу, он весь потрескается.

Если эти способы не помогают, творожную массу украшают фруктами, взбитыми сливками или крошкой из печенья.

### Оборудование
Проблему с неоднородной начинкой решают с помощью кухонного комбайна, который не позволяет образовываться излишним пузырькам воздуха в массе и делает её однородной и гладкой.
Чтобы испечь чизкейк, используются нижняя и боковые стороны противня. Чаще всего выпекают в форме с отделяющимся бортиком и боковым фиксатором. Такая форма помогает избежать образования трещины в сердцевине пирога.
При использовании сковороды она должна быть изготовлена из олова, алюминия или кремния, иметь круглую, квадратную или прямоугольную форму. Наименьший диаметр для выпечки составляет 10 см, а самый большой — 30,5 см.

## Вариации

#### США
Десерт приобрёл популярность в 1940-х годах. Самый известный рецепт — нью-йоркский чизкейк из США. Он производятся с использованием сливочного сыра Филадельфия, сливок, яиц и сахара. Арнольд Рубен, владелец ресторана Turf в Нью-Йорке, заявил, что он впервые использовал сливочный сыр, чтобы сделать чизкейк. В то время большинство людей все ещё использовало творог.
В дополнение к нью-йоркскому чизкейку, из Америки также происходят несколько других видов десерта, а именно:
- Чикагские чизкейки имеют твердую корку снаружи и мягкие внутри.
- Пенсильвания — голландский чизкейк, при приготовлении которого используется творог, на вкус острый и имеет меньшее содержание воды, чем мягкие сыры.
- Филадельфийский чизкейк, при приготовлении которого используется сливочный сыр Филадельфия. Текстура этого чизкейка легче, чем чизкейк из Нью-Йорка.
- Чизкейк из сметаны, в котором смешаны сметана и сливочный сыр.

#### Франция
Чизкейки из Франции готовится из сыра нёшатель. Чизкейк имеет лёгкую текстуру. Кроме того, французские чизкейки также используют желатин в качестве связующего вещества всех используемых ингредиентов. Высота обычно составляет 2,5-4 сантиметра. Для украшения используют фрукты.

#### Германия
Немецкий сырный пирог «ке́зекухен» (нем. Käsekuchen), при всём многообразии рецептов, более лёгкий и менее калорийный, чем американский чизкейк. Немецкий и американский сырные пироги различаются не только по рецепту, но и по необходимым ингредиентам, времени приготовления и поводам их подачи к столу. Немецкий сырный пирог готовят из творога, а не молодого сыра, его выпекают при более высокой температуре и зачастую в течение большего времени. Кезекухен не подают после обеда на десерт, как в США, его сервируют к кофе в послеобеденное время, в особый приём пищи в Германии, который называется «кофе и пирог», когда за столом собирается вся семья, или по особым поводам, например, ко дню рождения или к другому празднику. Особым вариантом сырного пирога является нежный творожно-сливочный торт, обычно с фруктами или ягодами, с добавлением в творожную массу желатина, который не выпекается, а застывает в холодильнике.

#### Италия
В Италии чизкейк известен во Флоренции и Риме. Это блюдо обычно делают с использованием сыра Рикотта или Маскарпоне, сахара, экстракта ванили и покрывают хлопьями ячменя или хлебной мукой. Иногда используют листья индийского лавра (Syzygium polyanthum) в качестве естественного консерванта. Итальянские чизкейки, как правило, более сухие по сравнению с американскими. Их часто подают с эспрессо.

#### Греция
Разновидность чизкейка известна в Греции под названием тиропита (греч. τυρóπιτα), что означает «сырный пирог». Тиропита изготовлена из филлового теста, наполненного сыром и образованного в треугольники, а затем запечённого. «Филло» означает буквально «листья» и представляет собой тонкий слой теста из муки и воды. В этом блюде используется греческий сыр в качестве основного ингредиента: Фета или Кефалотири, хотя сыр Рикотта также используется в качестве дополнения.

#### Польша
Серник (пол. sernik) — это чизкейк, известный во всех регионах Польши. Выпекается в прямоугольной или круглой форме. Иногда используется бисквитная крошка (zwieback). Традиционный серник делают из домашнего печенья, масла, муки, сахара, а иногда и яиц.

#### Россия
В России вариацией чизкейка можно назвать творожную запеканку: она выпекается без песочной основы и обычно не имеет других наполнителей кроме творога, сахара и яиц.
Также готовят пирог с творожной начинкой, с добавлением лесных ягод или варенья (например, из малины).
С похожими ингредиентами существуют сырники, которые имеют форму оладий (это не пирог или торт, а подобие панкейков). Это блюдо обычно подают на завтрак или на ужин вместе со сметаной, мёдом, вареньем или фруктами. Для приготовления используют творог, яйца, сахар, соль, муку, формируют небольшие оладьи и жарят на масле.

#### Швеция
Чизкейк из Швеции — Ostkaka или Ostekake (шв. ost — сыр, kaka — торт). Он сильно отличается от чизкейков из Нью-Йорка. Осткака производится путём сгущения свежего молока с использованием сычужного фермента. После того, как молоко скисает, формируют торт и выпекают в духовке. Едят, когда он ещё теплый, и обычно украшают свежими фруктами, взбитыми сливками, вареньем или мороженым.
14 ноября в Швеции празднуется «День Осткаки».

#### Португалия
«Queijadas» — небольшой чизкейк из Португалии. В этой стране для пирога используются кокосовый орех, миндаль или корица. Один из знаменитых чизкейков из Синтра называют «Queijadas de Sintra».

#### Испания
Чизкейки в Испании обычно называются «tasi pasiega» или «torta pasiega». Это блюдо с добавлением мёда и воды из-под апельсиновых цветов. Пасьега часто подаётся на Пасху и существует со времён Средневековья. При приготовлении используется свежий сыр из коровьего молока, а для «Quesada asturiana» используется сыр из козьего молока.
В Стране Басков готовят оригинальный «горелый» или «обожжённый» чизкейк. Его рецепт придумал в 1990 году повар по имени Сантьяго Ривера из таверны La Viña в испанском городе Сан-Себастьян. У этого варианта нет печенья, кроме сливочного сыра используются жирные сливки, которые загущаются мукой. От этого текстура становится более плотной. Так как этот чизкейк выпекается при довольно высокой температуре (около 240 градусов по Цельсию), сверху он получается практически чёрным, отсюда и его название, а середина по текстуре похожа на крем-брюле.

#### Япония
В Японии существует три основных разновидности чизкейков: чизкейк запечённый, чизкейк, который не был испечён, и торт-суфле, известный, как японский «хлопковый» чизкейк. Для приготовления выпекаемого чизкейка обычно используют яичные желтки, сливочный сыр, сахар, муку пшеницы и муку кукурузы. При изготовлении не испеченного чизкейка используют желатин для упрочнения его содержимого. Чизкейк охлаждают перед подачей, подают вместе со свежими фруктами или фруктовым соусом. Японский «хлопковый» чизкейк имеет мягкую, пышную текстуру (за что и получил своё название) и довольно выпуклую форму, потому что сделан из взбитых яичных белков.
Японские чизкейки обычно подают с белым шоколадом, порошком зелёного чая или манго, для аромата.

#### Веганский чизкейк
Специально для веганов был создан рецепт чизкейка сделанного полностью из растительных продуктов. Для основы берется миндаль, финики и кокосовая стружка. А сырная основа состоит из кешью, ванили, кокосового масла, кокосовых сливок, виноградного сиропа, сока лайма, а в качестве начинки добавляются ягоды голубики.

## Рекорды
Самый большой в мире чизкейк был изготовлен компанией PHILADELPHIA Cream Cheese в США в Лоувилле, штат Нью-Йорк в 2024 году. Его вес составил 6 807,5 кг.